# Гней Октавий Руф
Гней Окта́вий Руф (лат. Gnaeus Octavius Rufus; III век до н. э.) — римский политический деятель, квестор 230 года до н. э. Основатель аристократического рода Октавиев.
Руф является первым известным представителем плебейского рода Октавиев. О его карьере известно лишь то, что в 230 году до н. э. он занимал должность квестора. Светоний называет его Гаем, но это, вероятно, является ошибкой, так как немецкий историк Вильгельм Друман считает, что если старшего сына Руфа звали Гнеем, то значит и он сам носил это имя (у римлян было правилом давать старшему сыну преномен отца).
Сыновьями Гнея Октавия были претор Гней Октавий и военный трибун Гай Октавий, прапрадед императора Октавиана Августа.